# Пейто (озеро)
Пейто (англ. Peyto Lake) — озеро в Национальном парке Банф в Канадских Скалистых горах, Канада. Питается ледниковыми водами.

## Описание
Пейто находится на высоте 1860 метров. Его назвали в честь исследователя и путешественника Билла Пейто, который первым его обнаружил. Озеро имеет странную форму, напоминающую голову огромного волка, а также «тропический» цвет. Причина цвета озера в том, что питающие его ледники несут в себе взвесь, которая окрашивает воду в густую бирюзу, разбавленную «молоком».
В районе озера имеется ряд туристических баз.

## Галерея

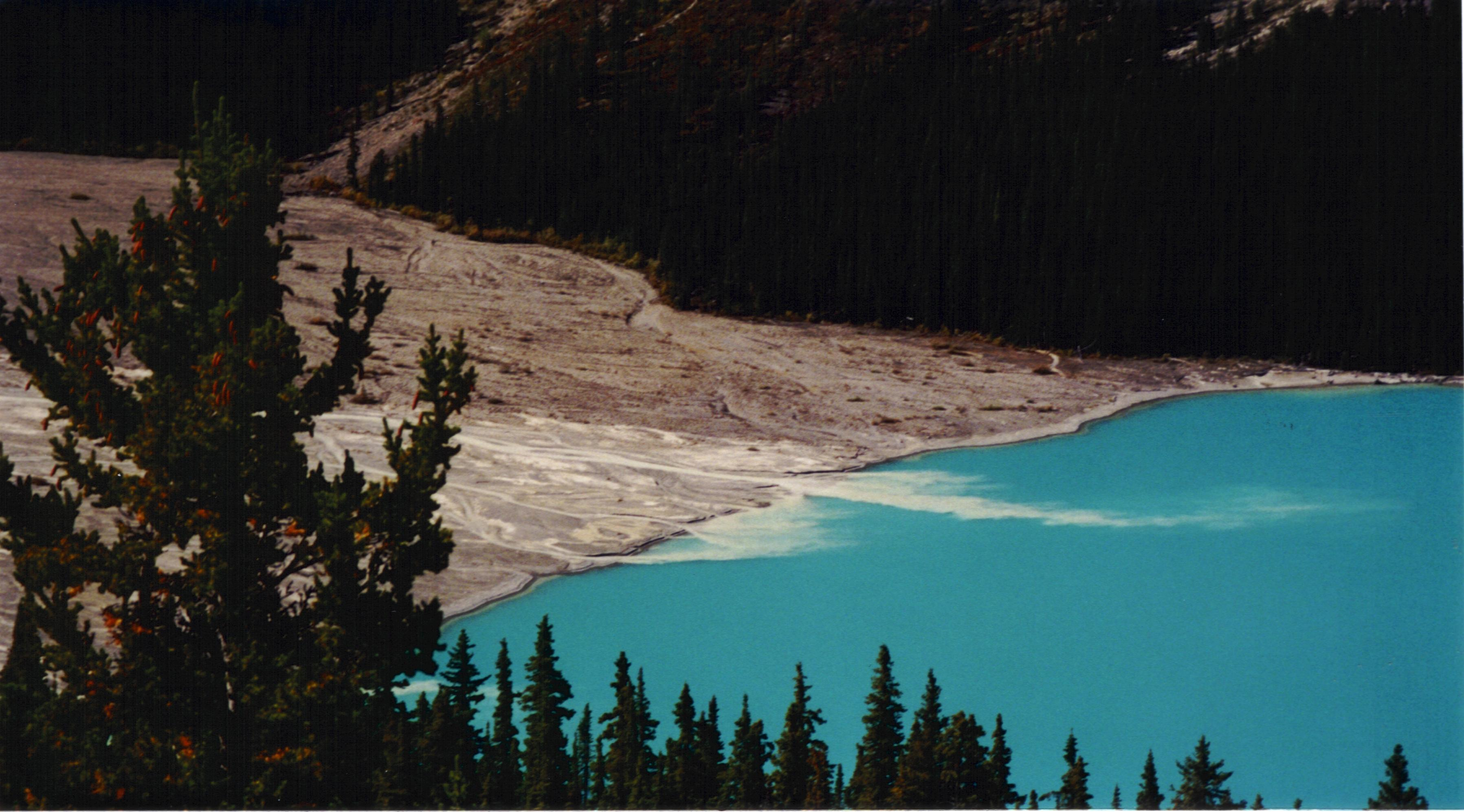
Взвешенные частицы вливаются в озеро из ледника
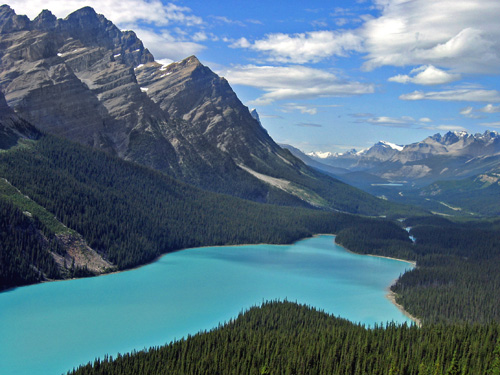
Озеро Пейто
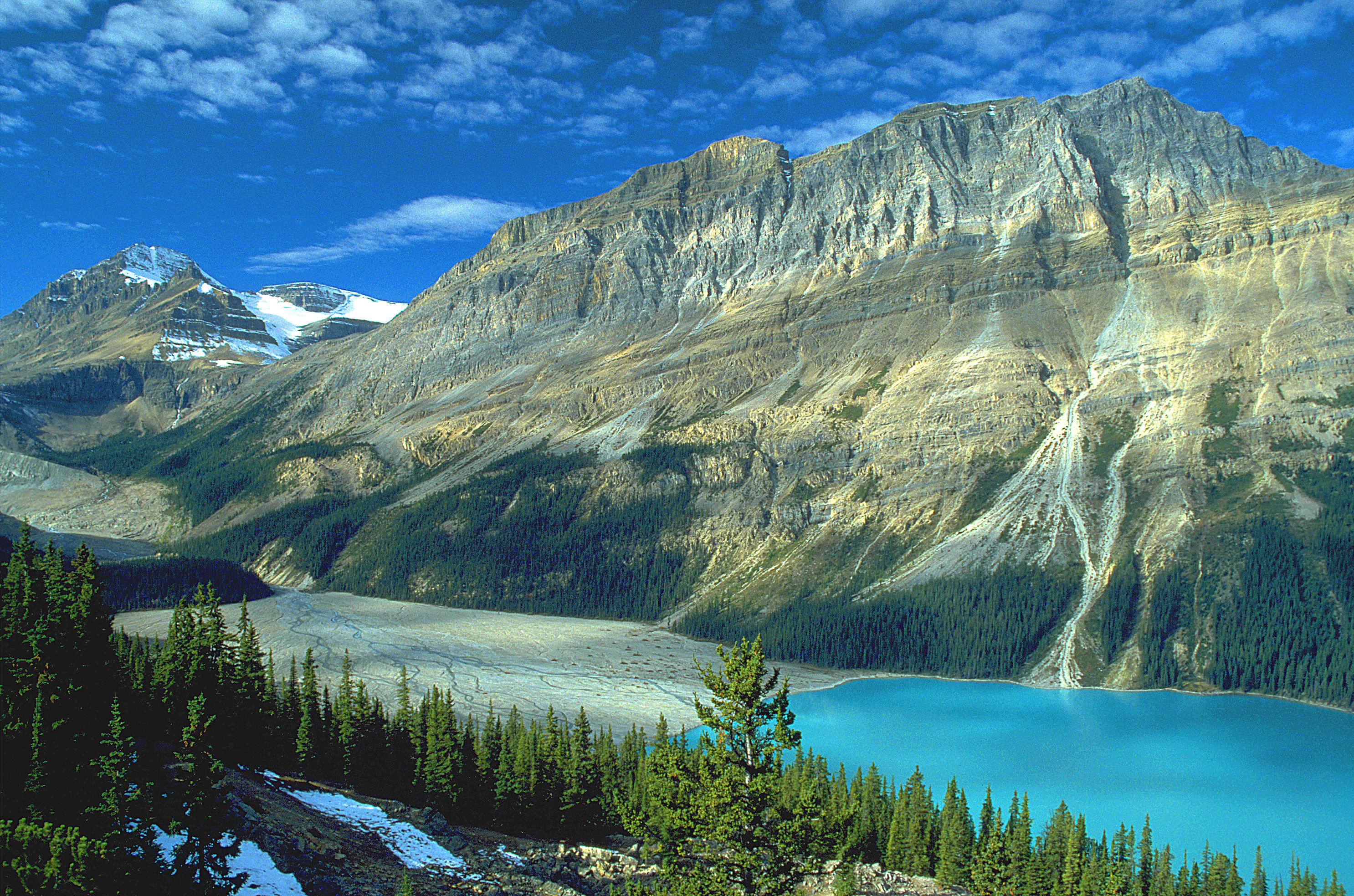
Озеро Пейто в Канадских скалах